# Траямф (Луїзіана)
Траямф (англ. Triumph) — переписна місцевість (CDP) в США, в окрузі Плакмін штату Луїзіана. Населення — 268 осіб (2020).

## Географія
Траямф розташований за координатами 29°20′22″ пн. ш. 89°28′56″ зх. д. / 29.33944° пн. ш. 89.48222° зх. д. (29.339578, -89.482271).  За даними Бюро перепису населення США в 2010 році переписна місцевість мала площу 10,42 км², з яких 7,21 км² — суходіл та 3,21 км² — водойми.

## Демографія
Згідно з переписом 2010 року, у переписній місцевості мешкало 216 осіб у 83 домогосподарствах у складі 53 родин. Густота населення становила 21 особа/км².  Було 118 помешкань (11/км²).
Расовий склад населення:
| - 65,7 % — білих - 21,8 % — чорних або афроамериканців - 5,1 % — азіатів - 0,9 % — корінних американців - 1,4 % — осіб інших рас |

До двох чи більше рас належало 5,1 %. Частка іспаномовних становила 4,2 % від усіх жителів.
За віковим діапазоном населення розподілялося таким чином: 28,2 % — особи молодші 18 років, 61,6 % — особи у віці 18—64 років, 10,2 % — особи у віці 65 років та старші. Медіана віку мешканця становила 33,0 року. На 100 осіб жіночої статі у переписній місцевості припадало 111,8 чоловіків;  на 100 жінок у віці від 18 років та старших — 118,3 чоловіків також старших 18 років.
Середній дохід на одне домашнє господарство  становив 62 653 долари США (медіана — 52 917), а середній дохід на одну сім'ю — 59 557 доларів (медіана — 53 333). За межею бідності перебувало 3,7 % осіб, у тому числі 0,0 % дітей у віці до 18 років та 0,0 % осіб у віці 65 років та старших.
Цивільне працевлаштоване населення становило 102 особи. Основні галузі зайнятості: сільське господарство, лісництво, риболовля — 34,3 %, виробництво — 27,5 %, будівництво — 14,7 %, транспорт — 9,8 %.